# ジョーン・ディーナー
ジョーン・ディーナー（Joan Diener, 1930年2月24日 - 2006年5月13日）は、アメリカ合衆国オハイオ州コロンバス出身の女優、ダンサー。
ミュージカル『ラ・マンチャの男』の1965年の初演時にドルシネア（アルドンサ）役を演じた。また、歌手としてもよく知られていた。

## 経歴
サラ・ローレンス大学で学ぶ。1948年にブロードウェイデビュー。